# Peter Golding

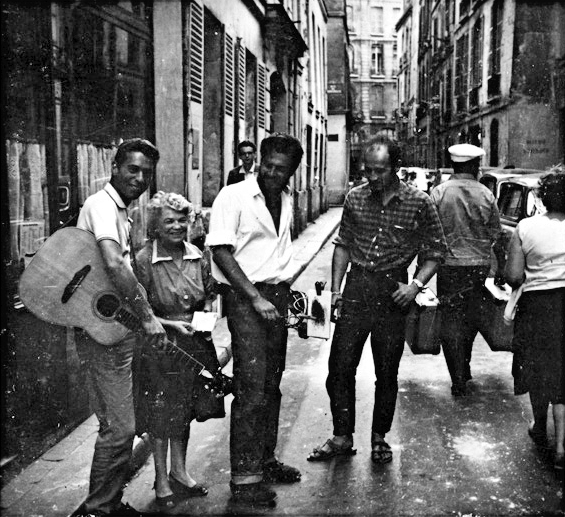
Peter Golding samen met Robin Page naast de eigenaresse van The Beat Hotel

Peter Golding is een Brits modeontwerper en muzikant.
Golding was de uitvinder van de designer-jeans en maakte de eerste stretch-spijkerbroek in 1978. Als muzikant bespeelt hij de mondharmonica, gitaar en piano. Samen met fluxus-artiest Robin Page trad Golding in de jaren '50 als straatmuzikant op in Parijs. Fashion Weekly bestempelde hem als "the Eric Clapton of denim".
- International Standard Name Identifier: 0000 0004 6141 0556